# Gertrudes de Hohenberg
Gertrudes de Hohenberg, também conhecida como Ana (em alemão:  Gertrud, em alemão:  Anna; Deilingen, c. 1225/1230/1235 — Viena, 16 de fevereiro de 1281) foi uma nobre alemã que tornou-se rainha da Germânia como a primeira esposa de Rodolfo I da Germânia.

## Família
Gertrudes foi a filha primogênita do conde Burcardo V de Hohenberg e de Matilde de Tubinga.
Os seus avós paternos eram Bucardo IV, Conde de Zollern e Hohenberg e sua esposa de nome desconhecido. Os seus avós maternos eram Rodolfo II, Conde de Tübingen e sua esposa de nome desconhecido, filha de Henrique de Ronsberg e de Udililda de Gammertingen.
Ela teve cinco irmãos, entre eles: o conde Alberto II de Hohenberg, chamado o Menestrel, o conde Bucardo VI de Hohenberg, Ulrico, Matilde e Hugo, conde de Hohenberg.
Ela pertencia à Casa de Hohenberg de origem na Suábia, um ramo da Casa de Hohenzollern.

## Biografia
Por volta dos anos de 1243 ou 1245, a jovem Gertrudes, condessa de Hohenberg, se casou com o então conde Rodolfo de Habsburgo, 20 anos mais velho do que ela, filho do conde Alberto IV de Hasburgo e de Edviges de Kyburg. Como dote da noiva, ele recebeu os castelos de Oettingen, o vale de Weile, além de outros lugares na Alsácia, se tornando um importante vassalo na Suábia.
Gertrudes foi morar com o marido em Rheinfelden, uma cidade que hoje faz parte da Suíça. Ela se tornou condessa de Habsburgo. Eles tiveram onze filhos, sendo seis meninas e cinco meninos.
Com a eleição do marido em 1273, Gertrudes passou a ser rainha da Germânia.  O primo de Gertrudes, Frederico III, Burgrave de Nuremberga, filho de Conrado I de Nuremberga, ajudou o marido dela a ser eleito, e como recompensa, foi feito Príncipe-eleitor pelo rei. 
Rodolfo e Gertrudes foram coroados em 24 de outubro de 1273, na Catedral de Aachen. A partir de então, a rainha, que foi a primeira da Germânia a ser coroada, escolheu ser chamada de Ana.
O casamento parece ter sido feliz, pois eles tiveram onze filhos juntos, seis meninas e cinco meninos, ao longo de 20 anos.
Ela não interferia na política, mas observava os esforços do marido para assegurar o seu governo contra o rival, Otacar II da Boêmia, assim como sua tentativa frustação de se tornar o novo imperador do Sacro Império Romano-Germânico.

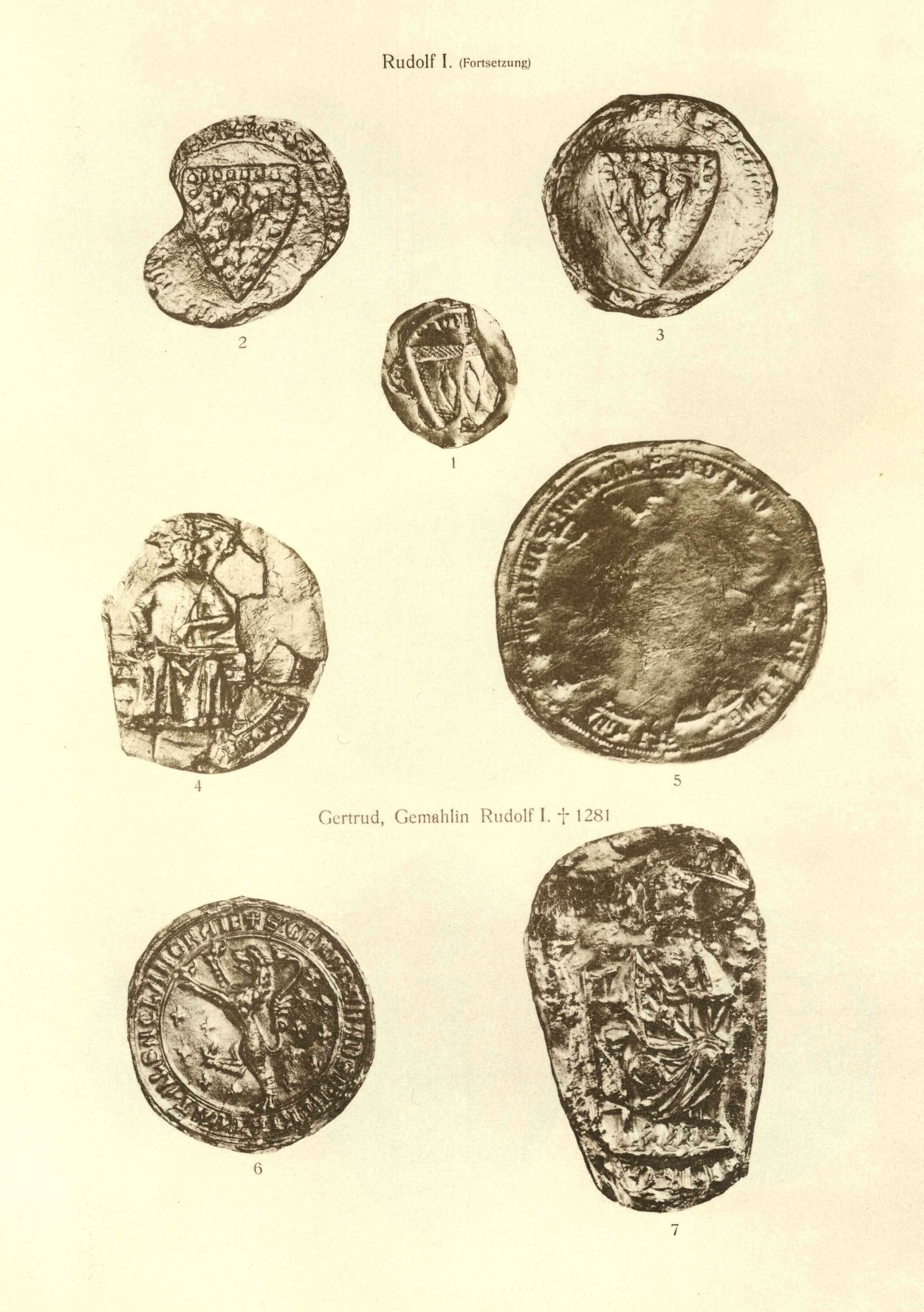
Selos de Rodolfo e Gertrudes.

Em 1275, ela estava presente quando o marido negociou com o papa sobre a coroação do imperador, e no ano seguinte viu com seus próprios olhos como o povo de Zurique insultou rudemente o representante de seu marido e lhe deu um tapa na cara. Ela amava muito a ordem dominicana e queria ser informada sobre as condições de vida dos piedosos irmãos. Em Colmar, uma vez ela insistiu em inspecionar as celas dos monges, que eram estritamente proibidas para pessoas não religiosas. Os padres, oscilando entre as exigências das regras da ordem e o desejo persistente de uma curiosa majestade, decidiram pragmaticamente e permitiram a entrada da rainha. Ela também exigiu 1.000 peles do rei quando ele estava em campanha na Boêmia, no outono de 1278. Ele não poderia entregar as 1.000 peles agora, seu marido lhe disse um pouco duramente, caso contrário ela deveria entrar em contato com Gozo von Krems, que obteria os suprimentos necessários.
A rainha Ana morreu em Viena, após uma breve doença, em 16 de fevereiro de 1281, e, segundo o seu testamento, foi sepultada na Catedral de Basileia, do lado do filho mais novo, Carlos. Dizia-se que a dor pela perda da filha Clemência, era a causa.
Rodolfo estava envolvido num longo conflito com os príncipes-bispo de Basileia antes de sua coroação, portanto, o desejo da esposa de ser enterrada na cidade, o qual ela escolheu a fim de expiar o que seu marido havia feito a esta igreja e aos seus bispos, lhe proporcionou uma chance de fazer as pazes com os cidadãos. Ele deu consentimento para o enterro, que ocorreu em 20 de março, na Abadia de Sankt Paul im Lavanttal.
Alguns anos depois, em 1284, Rodolfo se casou pela segunda vez, com Isabel da Borgonha, também chamada de Inês.

## Sepultamento
O cronista de Colmar descreve detalhadamente os preparativos para a sua última viagem e as circunstâncias que envolveram a preservação do cadáver: "As entranhas foram removidas do cadáver, a cavidade abdominal foi preenchida com areia e cinzas e o rosto foi embalsamado. Em seguida, o corpo foi entregue com um oleado e envolto em esplêndidos mantos de seda. Uma coroa de joias de prata dourada adornava a cabeça velada. Um colar requintado foi colocado em volta do pescoço. Deitada num caixão de buxo, a falecida foi levada de Viena para Basileia com uma grande escolta e quarenta cavalos de tração. Em seguida, a rainha morta foi colocada no caixão, que era feito de madeira de faia, com os braços cruzados sobre o peito. o rei viu sua esposa pela última vez antes do caixão trancado com faixas de ferro." O capítulo da catedral aguardava o cortejo fúnebre em Säckingen, para acompanhá-lo até Basileia. O bispo de Basileia convocou o clero. Mais de mil clérigos seguiram o caixão com velas acesas. Em 20 de março de 1281, três bispos ocupavam o cargo de almas na Catedral. O caixão foi levantado para que o corpo pudesse ser visto por todos os presentes. Então, a rainha foi sepultada. 

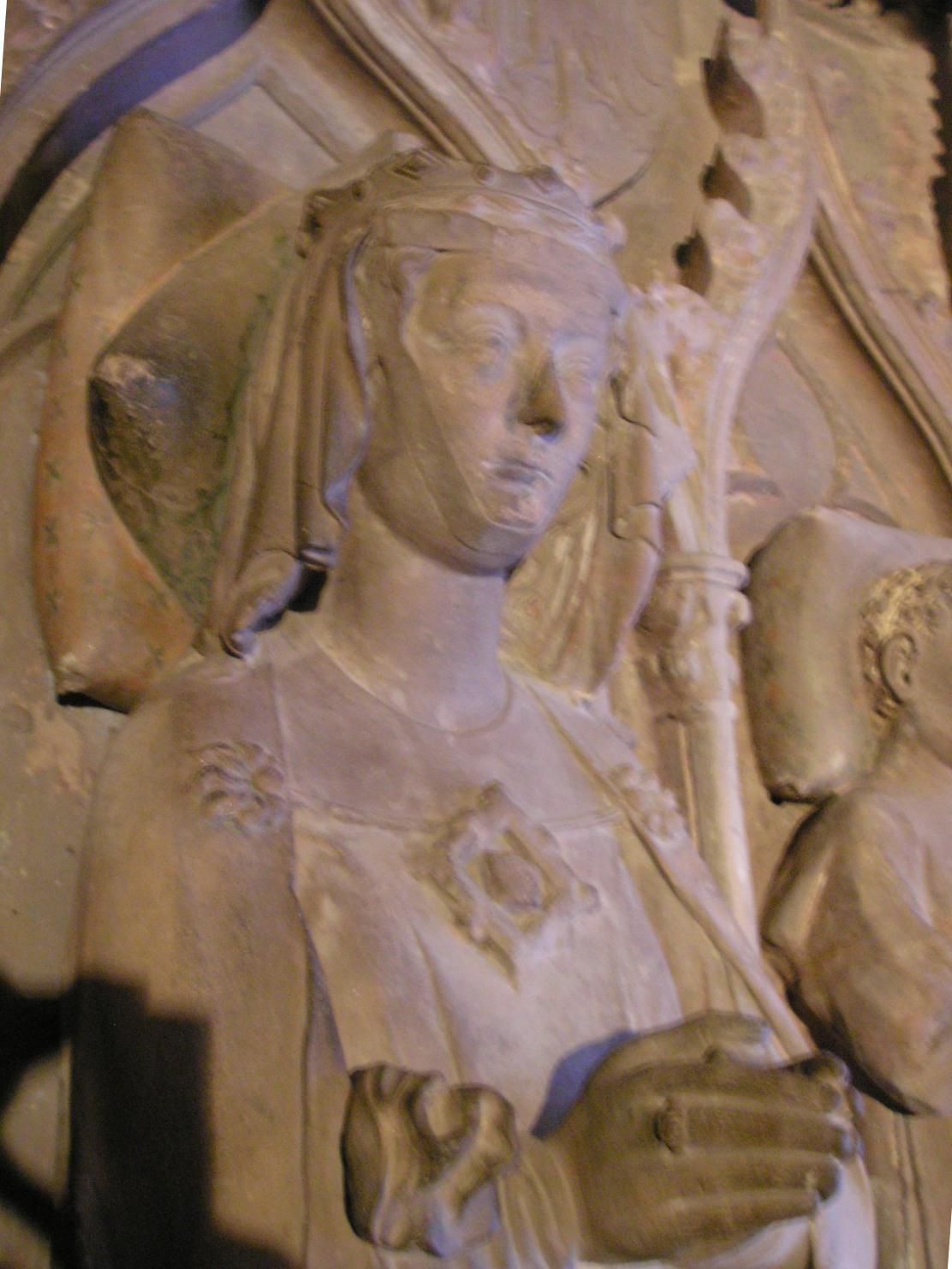
Estátua da rainha em sua tumba.

Em dezembro de 1281, a rainha foi seguida por seu segundo filho na morte. Hartmann teve uma morte súbita e molhada nas enchentes do rio em uma viagem pelo Rio Reno, de Breisach a Estrasburgo. O rei Rodolfo provavelmente escolheu Hartman como seu sucessor ao trono, o que tornou a perda duplamente dolorosa para a casa governante.

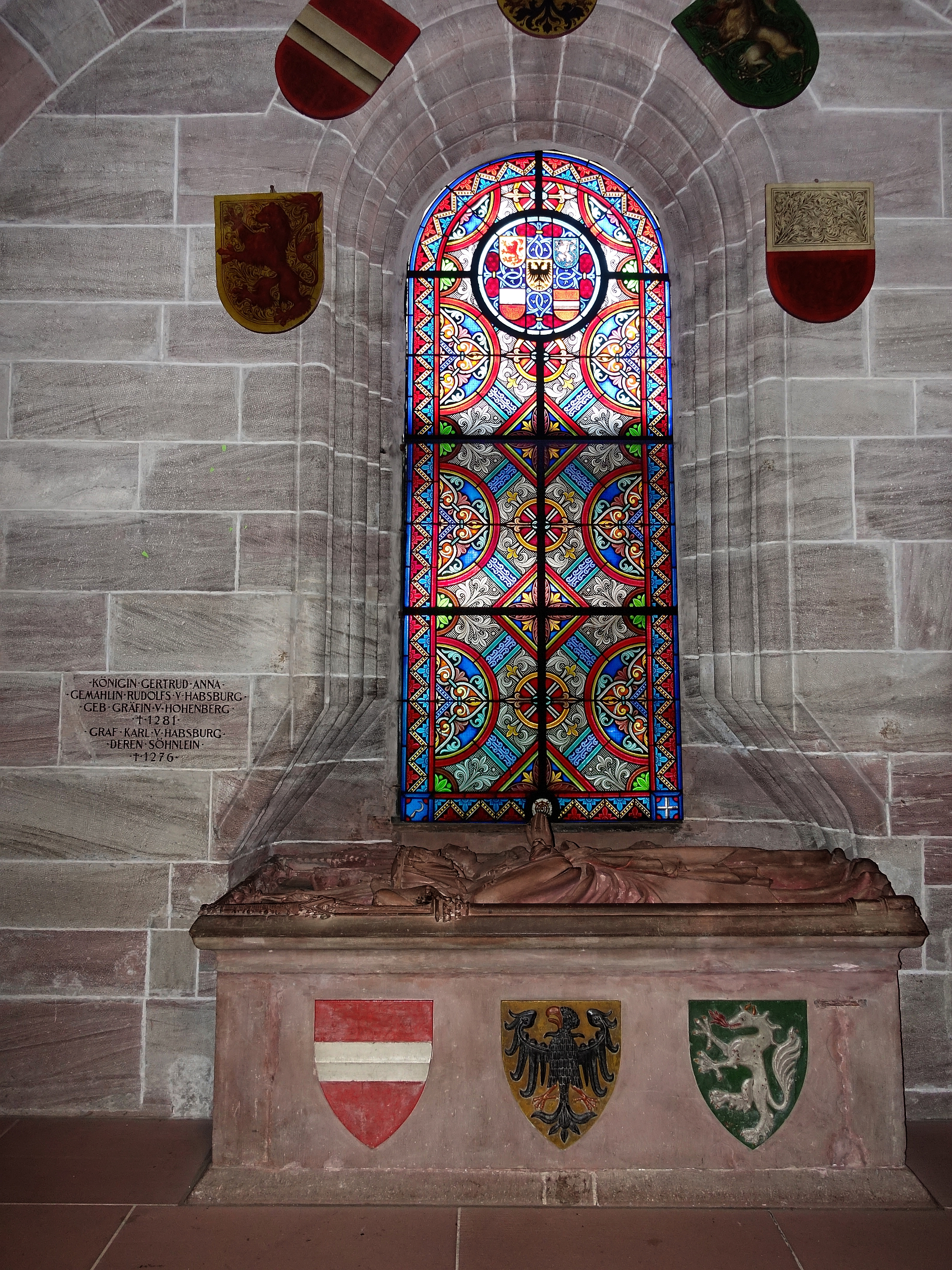
Túmulo da rainha e de seus dois filhos na Catedral de Basileia. Presentes estão o escudo austríaco, a águia real romano-alemã e a pantera da Estíria.

Hartman também foi enterrado no coro da Catedral de Basileia. Seu túmulo foi completamente destruído em um terremoto em 1356. Os túmulos da Rainha Ana e Carlos foram transferidos para a esquerda do ambulatório após o terremoto. Os ossos de Hartmann foram então colocados na cripta com Carlos e a Rainha. No entanto, a calma no novo local foi perturbada em 1510 pelos cônegos de Basileia, que corajosamente entraram na cripta. 

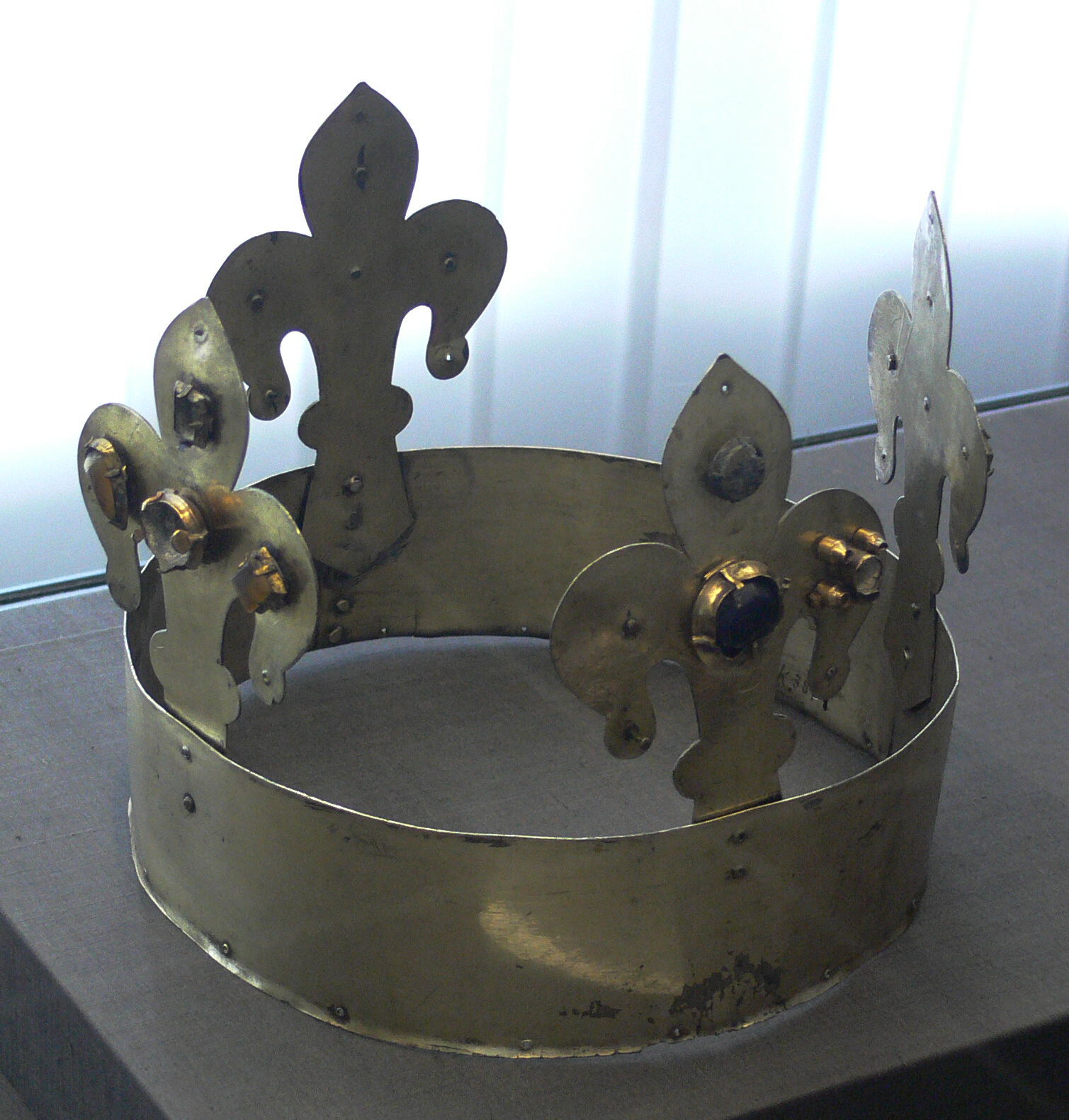
Coroa da rainha.

Eles pegaram a coroa, o colar e o anel da rainha morta para colocar a "propriedade saqueada" no tesouro da catedral. Mais de duzentos anos depois, a cripta foi aberta novamente, desta vez a pedido da Imperatriz austríaca Maria Teresa. Um novo túmulo para a Casa de Habsburgo foi erguido no mosteiro de St. Blasien, na Floresta Negra, no oeste da Áustria. Aqui ela deveria descansar em solo católico. 
Basileia foi reformada desde o século XVI. Em 1770, a rainha e seus filhos foram transferidos para St. Blasien. O mosteiro foi dissolvido em 1806 e seus monges encontraram um novo lar em Spital am Pyhrn, na Alta Áustria. Os ossos da rainha e de seus filhos foram levados para lá em 1808. Os monges de São Brás finalmente encontraram um local de descanso final em Sankt Paul im Lavanttal, no estado austríaco da Caríntia. 
Na primavera de 1809, os restos mortais da rainha Ana e de seus filhos Carlos e Hartman, também chegaram lá. Mas a paz não regressou. Os caixões estavam apodrecidos cem anos depois. Eles foram substituídos por caixões de carvalho quando o túmulo foi aberto em 1917. Em 15 de junho de 1918, os ossos foram enterrados novamente. Em 1936, foi reformada a Colegiada de São Paulo. 
O túmulo da rainha e de seus dois filhos foi transferido para a cripta sob o altar-mor. O que restou em Basileia foi o impressionante túmulo da rainha e do seu filho Carlos na catedral, que ainda permanece, aonde foi transferido após o terramoto de 1356. É o único monumento funerário real na Suíça. 

## Descendência
- Matilde de Habsburgo (1253 – 22 ou 23 de dezembro de 1304), foi a terceira esposa de Luís II, Duque da Baviera, com quem teve cinco filhos. Seu casamento foi arranjado para garantir o apoio de Luís para a eleição de seu pai como rei da Germânia, com um dote de 10.000 marcas;
- Alberto I da Germânia (julho de 1255 – 1 de maio de 1308), duque da Áustria e Estíria e rei dos romanos. Foi casado com Isabel de Gorizia-Tirol, com quem teve vinte e um filhos;
- Catarina de Habsburgo (1256 – 4 de abril de 1282), seu casamento com Otão III da Baviera (mais tarde rei da Hungria como Bela V) foi arranjado após o seu futuro sogro ter jurado lealdade ao seu pai em 1276, com um dote de 40.000 marcas. Teve dois filhos, que morreram jovens. Morreu antes do esposo se tornar rei, portanto, nunca foi rainha;
- Inês/Gertrudes de Habsburgo (1257 – 11 de outubro de 1322), igual o de suas irmãs mais velhas, o seu casamento com o duque Alberto II da Saxônia também teve motivações políticas, com o intuito de garantir o apoio de seu futuro sogro à  eleição do pai como rei. Teve cinco filhos;
- Edviges de Habsburgo (m. 26 de janeiro de 1285 ou 27 de outubro de 1286), foi esposa do marquês Otão VI de Brandemburgo-Salzwedel, mas não teve filhos;
- Clemência de Habsburgo (entre 1245 e 1265 ou 1262 – 7 de fevereiro de 1293 ou agosto de 1295), foi esposa de Carlos Martel de Anjou. O casamento serviu para confirmar a aliança de Rodolfo com Carlos I, Conde de Anjou, avô de seu novo marido. A união produziu três filhos;
- Hartman de Habsburgo (1263 – 21 de dezembro de 1281), seu primeiro noivado foi com a princesa Cunegundes da Boêmia, filha do rei Otacar II da Boêmia, numa tentativa reconciliar os dois reinos, mas o noivado foi rompido. Depois foi noivo da princesa Joana de Acre, filha do rei Eduardo I de Inglaterra, mas acabou morrendo antes do casamento. Não deixou descendência;
- Rodolfo II da Áustria (1270 – 10 de maio de 1290), sucessor do pai como duque. Foi marido de Inês da Boêmia, irmã de Cunegundes, ex-noiva de Hartman, com quem teve apenas um filho;
- Judite de Habsburgo (13 de março de 1271 – 18 de junho de 1297), foi consorte de Venceslau II da Boêmia, irmão de sua cunhada Inês, com quem se casou como um resultado de um tratado de paz. Teve dez filhos;
- Sansão de Habsburgo (n. antes de 19 de outubro de 1275), provavelmente morreu jovem;
- Carlos de Habsburgo (14 de fevereiro de 1276 – 16 de agosto de 1276), morreu jovem;